# Ptyas luzonensis
Espèce
Synonymes
- Zaocys luzonensis Günther, 1873

Statut de conservation UICN

 LC  : Préoccupation mineure
Ptyas luzonensis est une espèce de serpents de la famille des Colubridae.

## Répartition
Cette espèce est endémique des Philippines. Elle se rencontre sur les îles de Negros, de Luçon, de Panay et de Polillo. Sa présence est incertaine à Leyte.

## Description
Dans sa description Günther indique que le spécimen en sa possession mesure 260 cm dont 65 cm pour la queue. Son dos est brun olive avec des écailles bordées de noir. Sa face ventrale est blanchâtre.

## Étymologie
Son nom d'espèce, composé de luzon et du suffixe latin -ensis, « qui vit dans, qui habite », lui a été donné en référence au lieu de sa découverte, Luçon (Luzon en anglais).

## Publication originale
- Günther, 1873 : Notes on some reptiles and batrachians obtained by Dr. Adolf Bernhard Meyer in Celebes and the Philippine Islands. Proceedings of the Zoological Society of London, vol. 1873, p. 165-172 (texte intégral).